# Аллентаун (Нью-Джерсі)
Аллентаун (англ. Allentown) — місто (англ. borough) в США, в окрузі Монмаут штату Нью-Джерсі. Населення — 1734 особи (2020).

## Географія
Аллентаун розташований за координатами 40°10′43″ пн. ш. 74°35′24″ зх. д. / 40.17861° пн. ш. 74.59000° зх. д. (40.178561, -74.590095).  За даними Бюро перепису населення США в 2010 році місто мало площу 1,63 км², з яких 1,57 км² — суходіл та 0,07 км² — водойми.

## Демографія
Згідно з переписом 2010 року, у селищі мешкало 1828 осіб у 704 домогосподарствах у складі 499 родин. Було 735 помешкань
Расовий склад населення:
| - 91,0 % — білих - 4,4 % — чорних або афроамериканців - 1,5 % — азіатів - 0,1 % — корінних американців |

До двох чи більше рас належало 2,1 %. Частка іспаномовних становила 3,6 % від усіх жителів.
За віковим діапазоном населення розподілялося таким чином: 24,8 % — особи молодші 18 років, 63,8 % — особи у віці 18—64 років, 11,4 % — особи у віці 65 років та старші. Медіана віку мешканця становила 42,4 року. На 100 осіб жіночої статі у селищі припадало 90,8 чоловіків;  на 100 жінок у віці від 18 років та старших — 89,7 чоловіків також старших 18 років.
Середній дохід на одне домашнє господарство  становив 110 778 доларів США (медіана — 97 434), а середній дохід на одну сім'ю — 128 928 доларів (медіана — 113 362). Медіана доходів становила 73 333 долари для чоловіків та 51 071 долар для жінок. За межею бідності перебувало 2,6 % осіб, у тому числі 4,0 % дітей у віці до 18 років та 2,6 % осіб у віці 65 років та старших.
Цивільне працевлаштоване населення становило 1036 осіб. Основні галузі зайнятості: освіта, охорона здоров'я та соціальна допомога — 25,2 %, науковці, спеціалісти, менеджери — 13,7 %, мистецтво, розваги та відпочинок — 10,0 %, публічна адміністрація — 9,8 %.